# 渗氮钢
渗氮钢（Nitriding steel）或氮化钢（Nitridable steel）属于调质钢，是一种专门为渗氮零件设计、冶炼、加工的特殊钢材，通常含有Al、Cr、Mo、V、Ti等合金元素，因为它们很容易与氮形成颗粒细小、分布均匀、硬度很高而且稳定的各种氮化物，典型代表为38CrMoAl9。广义上说，凡是适宜于渗氮的钢都可以算作氮化钢。
氮化处理后的零件能获得极高的表面硬度、良好的耐磨性、高的疲劳强度和较低的缺口敏感性、一定的抗腐蚀能力、高的热稳定性，氮化处理用于处理某些在较高温度工作的耐磨零件或精密零件，如内燃机曲轴、汽缸套和汽阀、镗床的主轴和主轴套、精密齿轮和精密机床丝杆等。

## 工艺

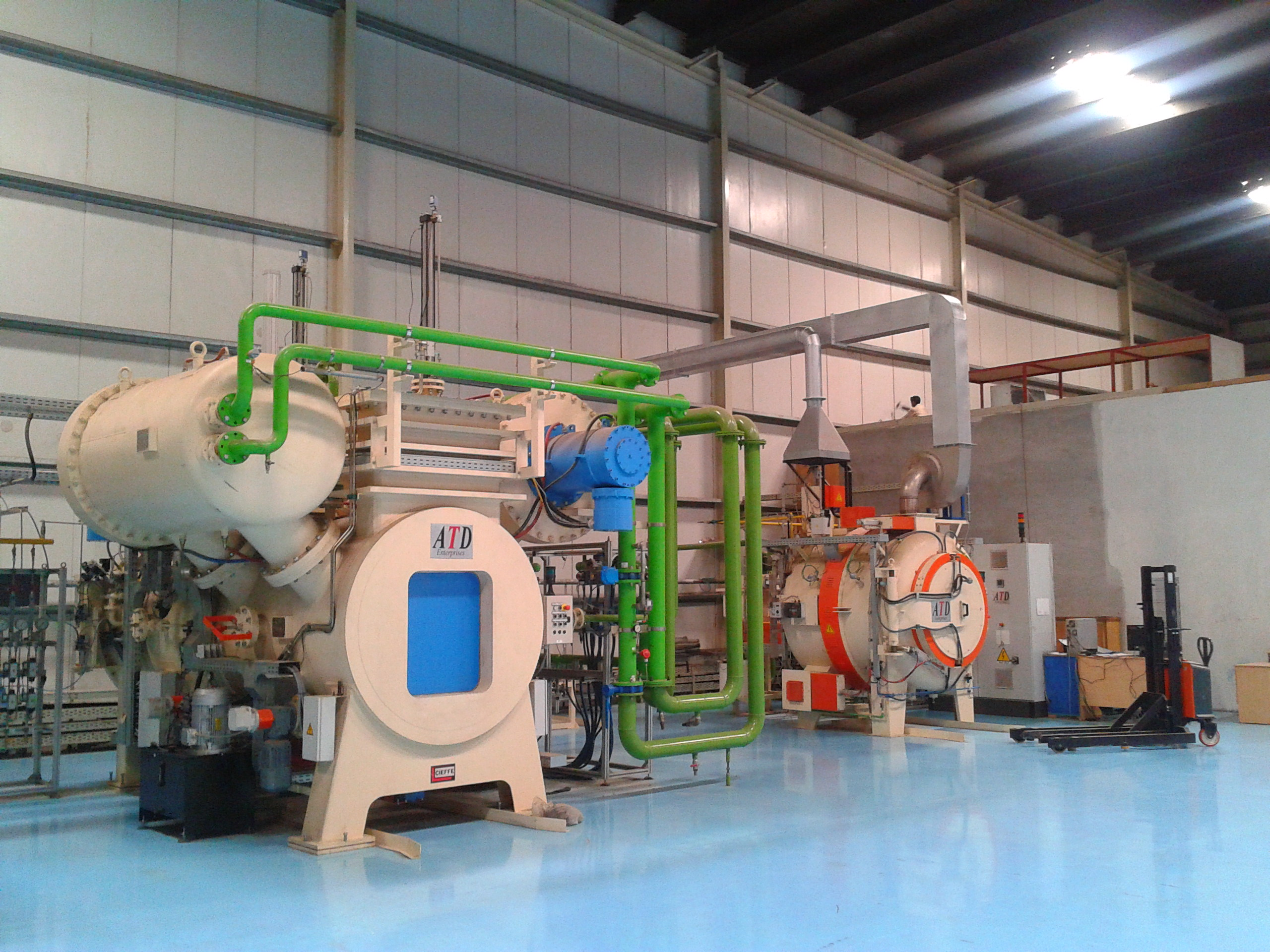
计算机控制的渗氮、渗碳炉

钢材氮化前需进行调质处理，保证足够的淬透性。铬、锰、钼等合金元素可以提高淬透性，钼和钒能让钢长时间加热（500~580℃）后仍能保证强度。钼还能减轻高温回火脆性。氮化时，氮原子与合金元素结合形成氮化物，呈细小颗粒，使氮化层硬度提高。
渗氮零件的表面粗糙度Ra应小于1.6μm，表面不得有拉毛、碰伤及生锈等缺陷。不能及时处理的零件须涂油保护，以免生锈。吊装入炉时再用清洁汽油擦净以保证清洁度。含有尖角和锐边的工件，不宜进行氮化处理。

## 特点
渗氮后不需再进行淬火便可达到高的表面硬度（1200HV）和耐磨性。与渗碳钢相比，渗氮后零件虽然具有高硬度、高耐磨性和高的疲劳强度，但只是表面很薄的一层(铬钼铝钢于500-540℃经35-65h渗氮层深只达0.3-0.65mm) 。必须有强而韧的心部组织作为渗氮层的坚实基底，才能发挥渗氮的最大作用。渗碳钢不能满足高尺寸精度的要求，这类零件常常采用氮化钢经渗氮处理。
渗氮工艺但比渗碳生产周期长，生产率低，成本高，氮化层薄，因此主要用于耐磨性和精度均要求很高的传动件，或要求耐热、耐磨及耐蚀的零件，如高精度机床丝杠、镗床和磨床主轴等。